# Бримонидин
 Бримонидин  является препаратом, используемым в виде глазных капель под торговыми марками Альфаган и Альфаган-P для лечения открытоугольной глаукомы или глазной гипертензии и, как гель, Mirvaso, для розацеа (эритемы лица).
Он действует путём снижения синтеза водянистой влаги при одновременном увеличении увеосклерального оттока. При лечении эритемы он действует методом вазоконстрикции (сужение кровеносных сосудов).

## Клинические применения
Бримонидин назначается для снижения внутриглазного давления у пациентов с открытоугольной глаукомой или глазной гипертензией. Кроме того, он входит в качестве активного ингредиента в Combigan вместе с малеаттимололом.
Кокрейновское сотрудничество сравнило эффект бримонидина и тимолола в замедлении прогрессирования открытоугольной глаукомы у взрослых участников.
В 2013 году FDA одобрило местное применение бримонидина 0,33 % (Mirvaso) для эритемы лица или розацеа.

## Механизм действия
Бримонидин является α2-адреномиметиком .
Альфа-2-агонисты через активацию рецептора G-белка ингибируют активность аденилатциклазы. Это снижает концентрацию цАМФ и, следовательно, секрецию внутриглазной жидкости цилиарным телом.
В результате действия периферийного альфа-2-агониста активности происходит вазоконстрикция кровеносных сосудов (в отличие от центрального альфа-2-агониста активности, который снижает активность симпатических тонов, как можно видеть на примере препарата клонидин). Это сужение сосудов может объяснить резкое снижение секреции жидкости. Увеличение увеосклерального оттока при продолжительном использовании можно объяснить увеличением освобождения простагландина в связи с альфа-адренергической стимуляцией. Это может привести к расслаблению цилиарной мышцы и увеличению увеосклерального оттока.